# Paul Maximilian von Roux
Paul Maximilian von Roux (* 28. November 1804 in Wikoline (Landkreis Guhrau); † 2. Juni 1884 in Schweidnitz) war preußischer Generalmajor und zuletzt Kommandant der Festung Neiße.

## Leben

### Herkunft
Seine Eltern waren der Herr von Wikoline Marcus Antonius Andreas Julius von Roux (* 9. Mai 1776; † 28. Juni 1828) und dessen Ehefrau Sophie Wilhelmine, geborene Kienitz (* 24. Dezember 1780; † 14. August 1854).

### Werdegang
Er kam am 4. Januar 1819 als Kadett nach Berlin und ging von dort am 13. Oktober 1823 als Seconde-Lieutenant in das 10. Infanterie-Regiment. Von 1837 bis 1841 wurde er als Bataillonsadjutant eingesetzt, in der Zeit wurde er am 12. Juni 1838 zum Premier-Lieutenant befördert. Am 14. August 1841 kam er als Adjutant zur 12. Landwehr-Brigade, am 8. Februar 1845 kehrte er in das 10. Infanterie-Regiment zurück. Dort wurde er am 18. März 1845 zum Hauptmann und Kompaniechef ernannt. Am 22. September 1851 wurde er zum Major befördert und kam in das 11. Landwehr-Regiment, wo er als Kommandeur in das I. Bataillons nach Glatz kam. Am 29. Januar 1856 wurde er in das 23. Infanterie-Regiment versetzt, wo er am 15. Oktober 1856 zum Oberstleutnant befördert wurde. Am 12. März 1859 wurde er zum Kommandanten von Spandau ernannt und dazu à la suite des 23. Infanterie-Regiments gestellt. Er erhielt am 31. Mai 1859 den Charakter als Oberst und kam am 14. Juni 1859 als Kommandeur in das 4. Landwehr-Regiment. Am 3. Mai 1860 bekam er sein Patent als Oberst und wurde als Kommandant in die Festung Neiße versetzt. Außerdem erhielt er am 18. Oktober 1861 den Roten Adlerorden 3. Klasse mit Schleife. Am 9. Juni 1864 wurde er dann mit dem Charakter als Generalmajor zur Disposition gestellt.
Im Vorfeld des Deutsch-Französischen Krieges wurde er am 18. Juli 1870 zum stellvertretenden Kommandeur des 22. Infanterie-Brigade ernannt. Am 12. Oktober 1871 erhielt er dafür den Kronen-Orden 2. Klasse. Am 4. November 1871 wurde er in das inaktive Verhältnis zurückversetzt. Er starb am 2. Juni 1884 in Schweidnitz.

### Familie
Er heiratete am 6. Dezember 1833 auf Schloss Glogau bei Schweidnitz die Pauline Wilhelmine Sophie Freiin von Lüttwitz (* 25. Januar 1807; † 8. Juni 1887). Das Paar hatte mehrere Kinder:
- Emil Ernst Julian (* 13. September 1834; † 8. August 1870), gefallen in der Schlacht bei Wörth
- Maximilian (* 1. April 1843; † 1914), wirklicher Geheimer Oberregierungsrat ⚭ 1888 Elisabeth von Altrock (1866–1920)[1]